# Cheilanthes anceps
Cheilanthes anceps là một loài thực vật có mạch trong họ Adiantaceae. Loài này được Blanf. miêu tả khoa học đầu tiên năm 1886.